# Distretti dello Zimbabwe

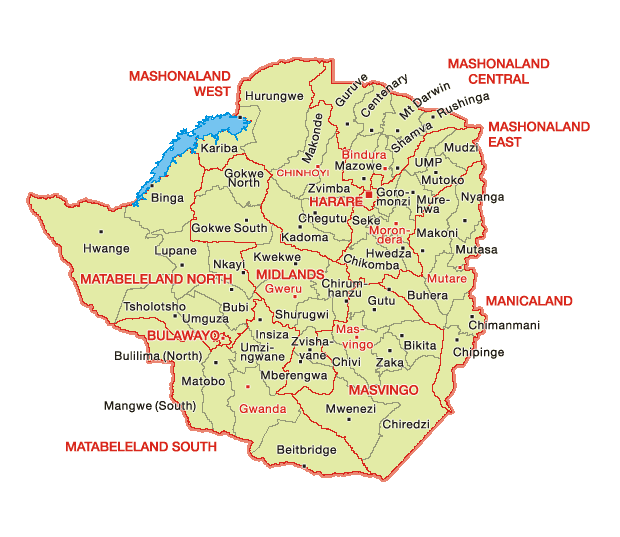
Mappa dello Zimbabwe

I distretti dello Zimbabwe sono la suddivisione territoriale di secondo livello del Paese, dopo le province, e sono pari a 59.

## Lista
Provincia del Manicaland
- Buhera
- Chimanimani
- Chipinge
- Makoni
- Mutare
- Mutasa
- Nyanga

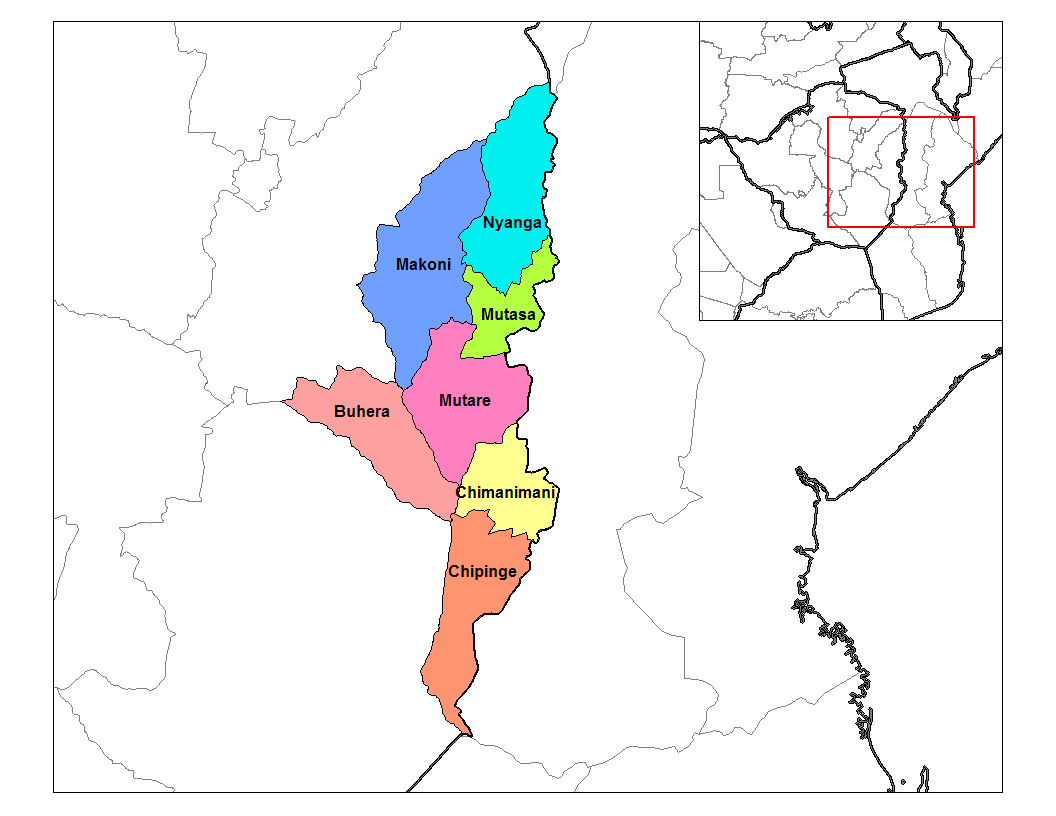
Distretti della provincia del Manicaland

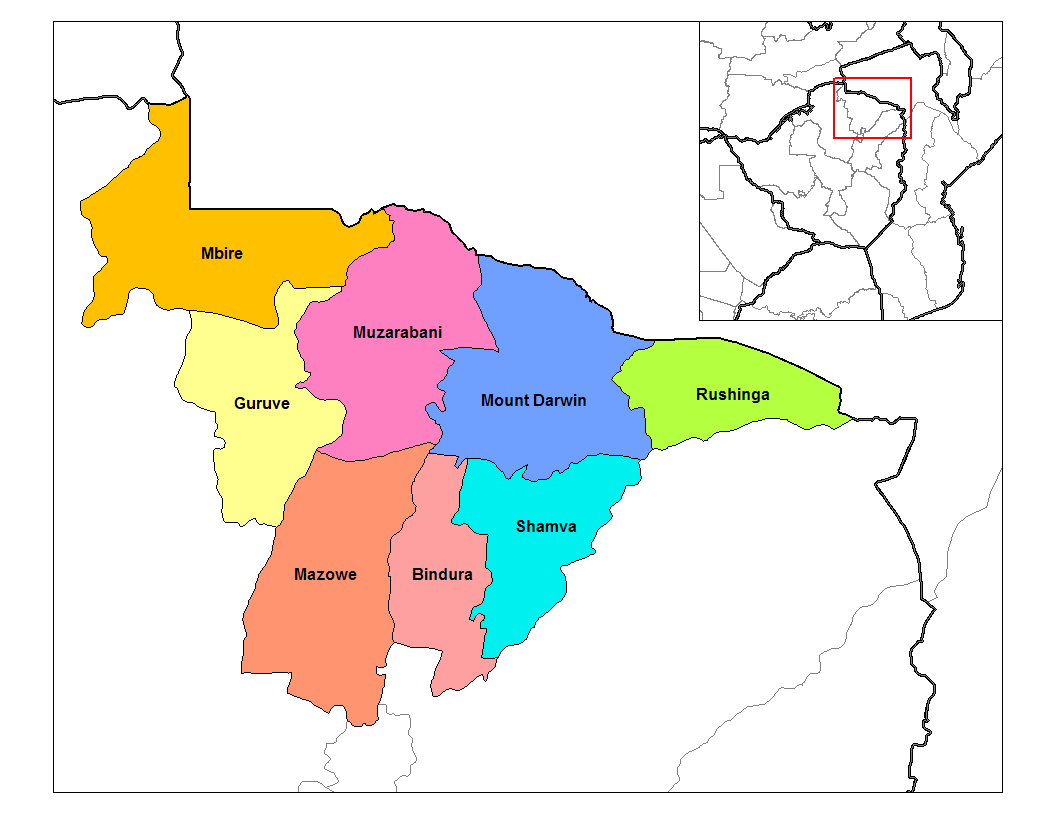
Distretti della provincia del Mashonaland Centrale

Provincia del Mashonaland Centrale
- Bindura
- Guruve
- Mazowe
- Mukumbura
- Muzarabani
- Rushinga
- Shamva

Provincia del Mashonaland Occidentale
- Chegutu
- Hurungwe
- Kadoma
- Kariba
- Makonde
- Zvimba

Provincia del Mashonaland Orientale
- Chikomba
- Goromonzi
- Hwedza
- Marondera
- Mudzi
- Murehwa
- Mutoko
- Seke
- Uzumba-Maramba-Pfungwe

Provincia di Masvingo
- Bikita
- Chiredzi
- Chivi
- Gutu
- Masvingo
- Mwenezi
- Zaka

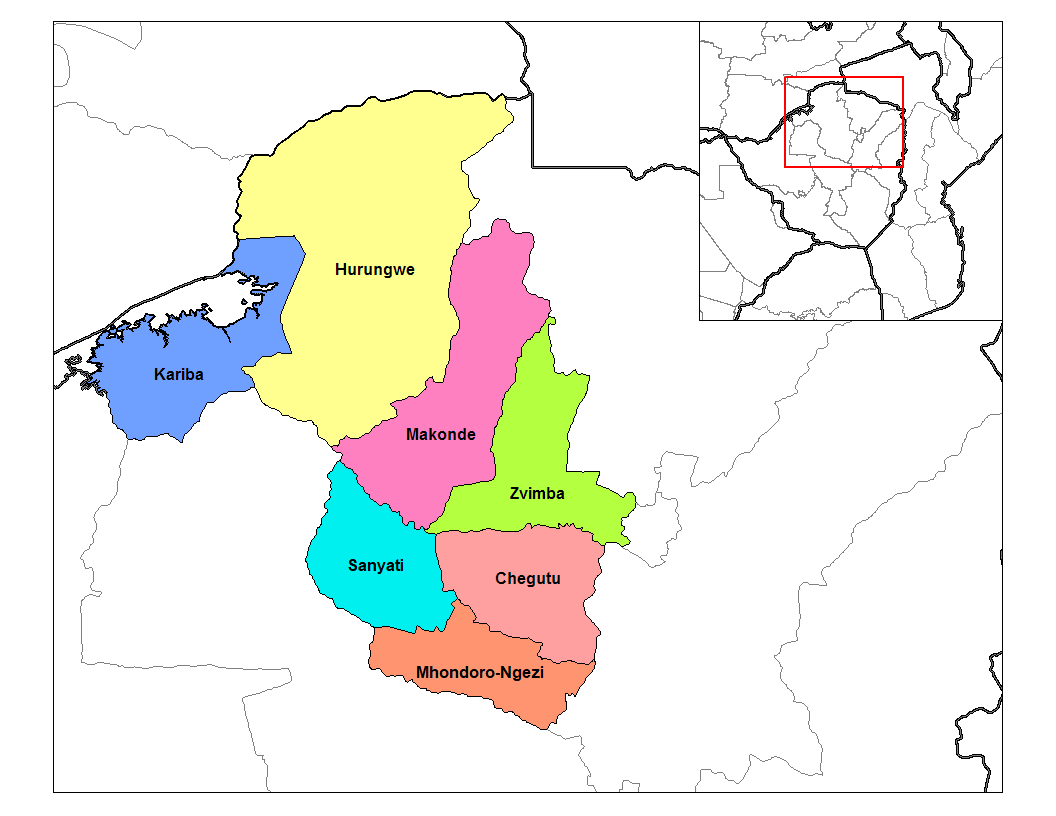
Distretti della provincia del Mashonaland Occidentale

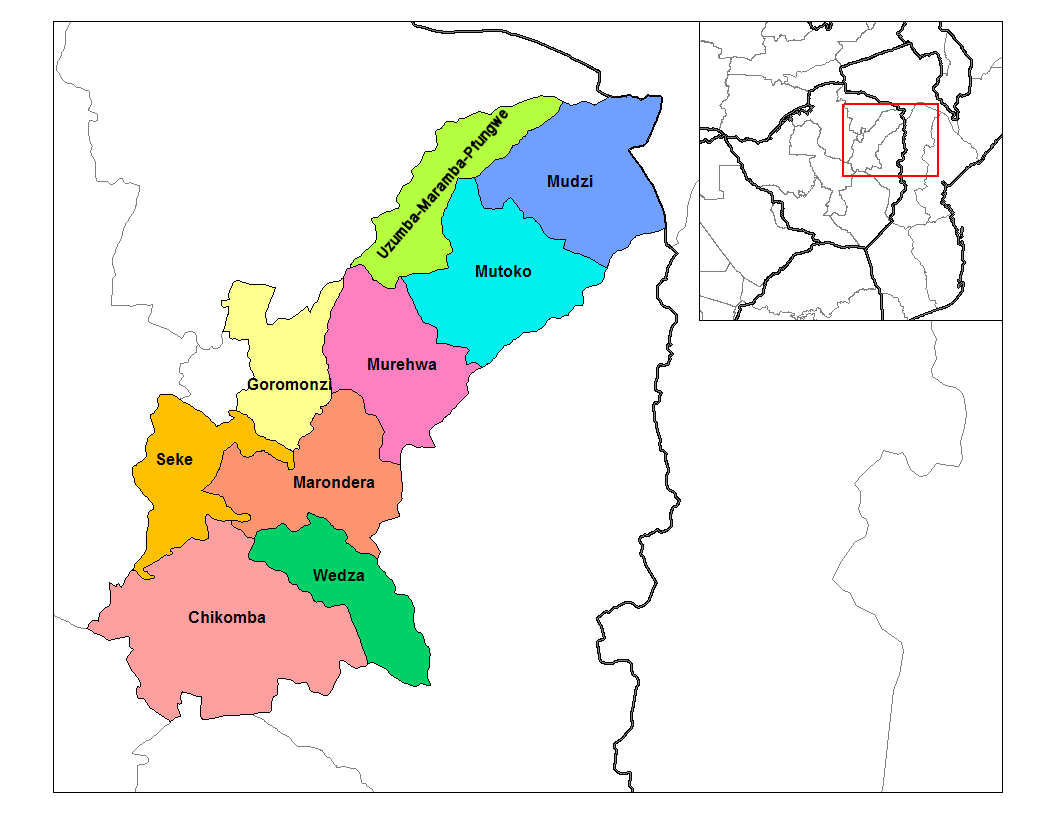
Distretti della provincia del Mashonaland Orientale

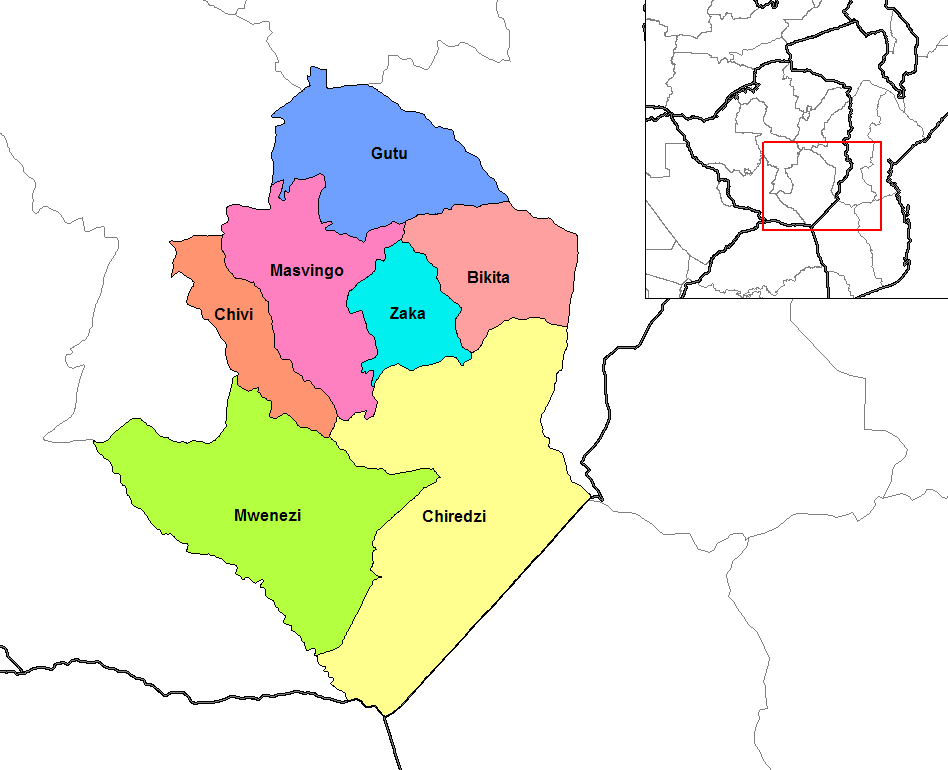
Distretti della provincia di Masvingo

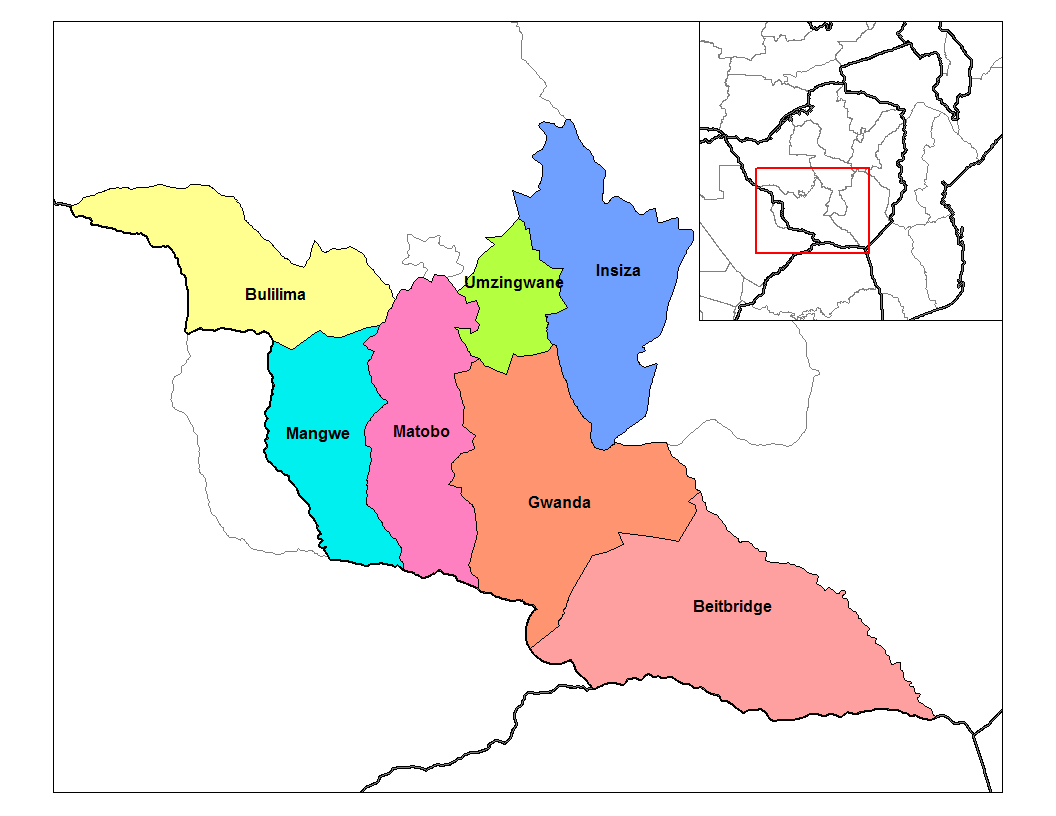
Distretti della provincia del Matabeleland Meridionale

Provincia del Matabeleland Meridionale

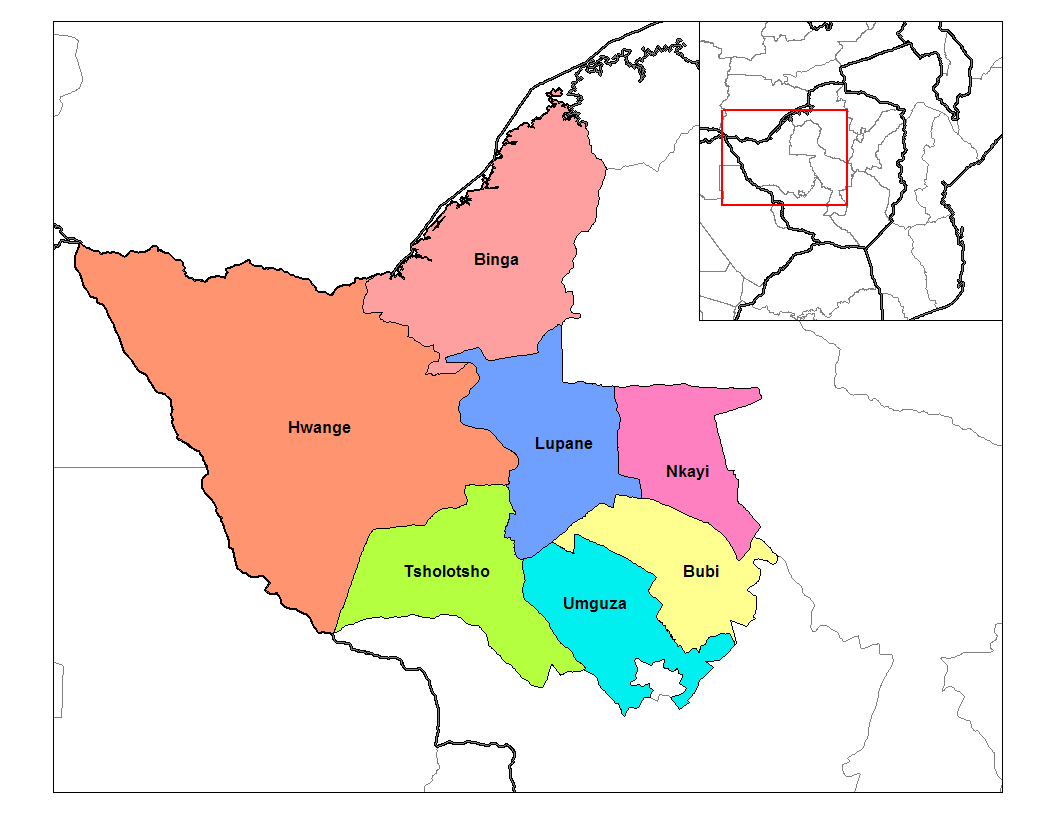
Distretti della provincia del Matabeleland Settentrionale

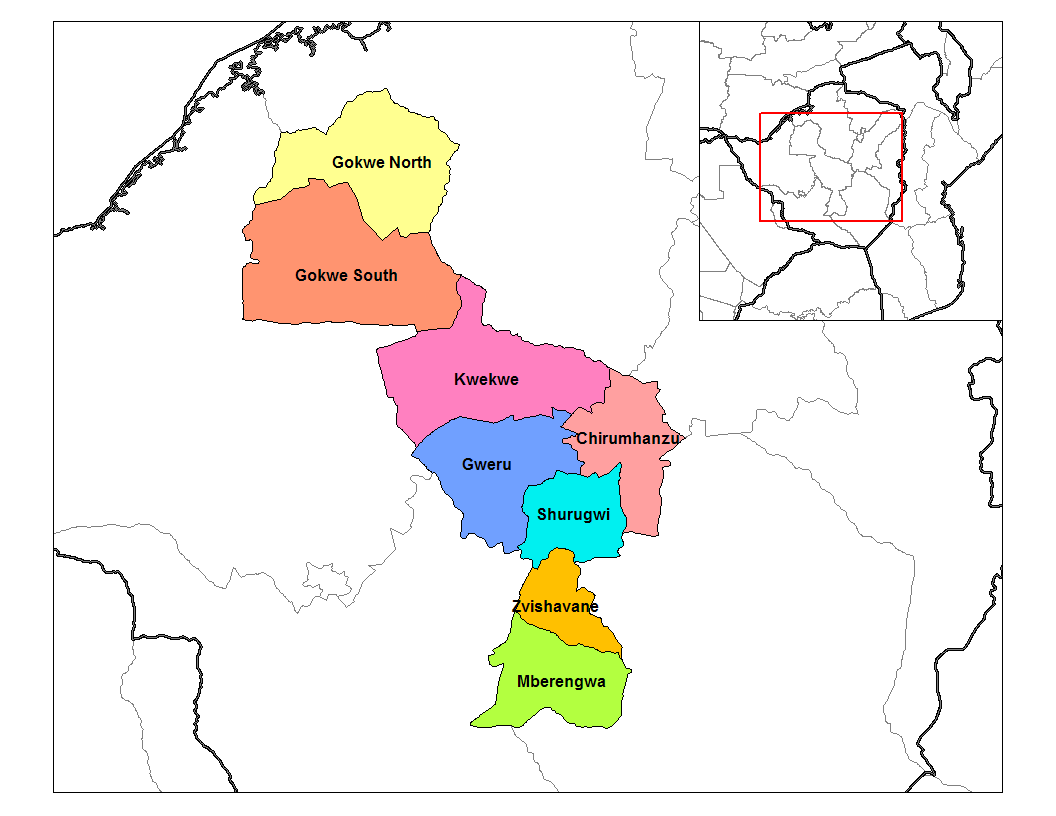
Distretti della provincia delle Midland

- Beitbridge
- Bulilimamangwe
- Gwanda
- Insiza
- Matobo
- Umzingwane

Provincia del Matabeleland Settentrionale
- Binga
- Bubi
- Hwange
- Lupane
- Distretto di Nkayi
- Tsholotsho
- Umguza

Provincia delle Midland
- Chirumhanzu
- Gokwe Nord
- Gokwe Sud
- Gweru
- Kwekwe
- Mberengwa
- Shurugwi
- Zvishavane